# Hans-Peter Korte
Hans-Peter Korte (* 4. Dezember 1947 in Nikolausdorf) ist ein deutscher Richter und ehemaliger Präsident des Finanzgerichts Baden-Württemberg.
Korte studierte von 1967 bis 1973 an den Universitäten in Freiburg, Kiel und Münster Rechtswissenschaften. Nach einer Tätigkeit als wissenschaftlicher Mitarbeiter an der Universität Freiburg absolvierte er sein Referendariat in Baden-Württemberg. 1977 wurde er zum Doktor der Rechte promoviert.
Nach Beendigung seiner Ausbildung trat Korte in die Finanzverwaltung Baden-Württembergs ein. Es folgte eine Tätigkeit bei verschiedenen Finanzämtern, unter anderem als deren Vorsteher. 1985 wechselte Korte in die Finanzgerichtsbarkeit. Nach der Wiedervereinigung unterstützte er von 1991 bis 1992 den Aufbau der Justiz in Ostdeutschland durch eine Tätigkeit beim Finanzsenat des Bezirksgerichts Dresden. 2001 wurde er zum Vorsitzenden Richter am Finanzgericht und 2002 zum Präsidenten des Finanzgerichts ernannt. Im Januar 2013 ging er in den Ruhestand.
Hans-Peter Korte gehörte dem 32-köpfigen Finanz- und Steuerausschuss der Wahlperiode 2006–2011 der Industrie- und Handelskammer Südlicher Oberrhein an.